# Charles Paumier du Verger
Charles Victor Léon Joseph Paumier du Verger (Schaarbeek, 11 maart 1874 - onbekend) was een Belgisch schutter.

## Levensloop
Paumier du Verger nam deel aan de Olympische Zomerspelen van 1900 en 1908. Aldaar behaalde hij op de editie van 1900 te Parijs brons in het onderdeel 'militair geweer - staand'. Op de Spelen te Londen in 1908 behaalde hij met het Belgisch team zilver in het onderdeel 'pistool - 50 meter'. 
Daarnaast behaalde hij in de discipline 'militair geweer' vijf gouden medailles op de wereldkampioenschappen, waarvan 2 in het onderdeel 'drie posities' (1905 en 1908), twee in het onderdeel 'knielend' (1906 en 1908) en een in het onderdeel liggend (1905). Ook behaalde hij er goud in het onderdeel 'pistool - 50 meter' op het WK van 1911. 